# The Escape Artist
Pour plus de détails, voir Fiche technique et Distribution.
The Escape Artist est un film américain indépendant réalisé par Caleb Deschanel et sorti en 1982. Le film est inédit en France.

## Synopsis
Danny Masters, jeune garçon magicien amateur, est le fils d'un illusionniste célèbre. Son entourage essaye sans scrupules d'exploiter ses talents.

## Fiche technique
- Réalisation : Caleb Deschanel
- Scénario : Melissa Mathison et Stephen Zito d'après le roman de David Wagoner
- Production : Zoetrope Studios
- Producteur : Francis Ford Coppola
- Date de sortie : 28 mai 1982
- Durée : 94 minutes
- Lieu de tournage : Hollywood
- Musique : Georges Delerue
- Image : Stephen H. Burum
- Montage : Arthur Schmidt

## Distribution
- Raul Julia : Stu Quiñones
- Griffin O'Neal (en) : Danny Masters
- Desi Arnaz : Mayor Leon Quiñones
- Teri Garr : Arlene
- Joan Hackett : Aunt Sibyl
- Gabriel Dell (en) : Uncle Burke
- John P. Ryan : Vernon
- Elizabeth Daily : Sandra
- M. Emmet Walsh : Fritz
- Jackie Coogan : commerçant
- Hal Williams : policier
- Helen Page Camp : voisin
- David Clennon : éditeur
- Harry Caesar : joueur de saxophone
- Huntz Hall : Turnkey
- Harry Anderson (en) : Harry Masters
- Harry Cohn